# Шкуренко, Иван Трофимович
Иван Трофимович Шкуренко  (25 сентября 1928 — 5 июня 1992) — передовик советского железнодорожного транспорта, дежурный по механизированной горке станции Нижнеднепровск-Узел Приднепровской железной дороги, Днепропетровская область, Герой Социалистического Труда (1971).

## Биография
Родился в 1928 году в городе Нижнеднепровск Днепропетровской области в украинской семье железнодорожника. 
В начале Великой Отечественной войны находился на оккупированной территории. После освобождения Нижнеднепровска начал трудиться учеником шорника, затем работал шорником - шил сбрую для лошадей. В 1945 году по комсомольской путёвки выезжал в Черниговскую область заготавливать лес для восстановления Нижнеднепровска. 
С 1946 года начал трудиться на железной дороге. Сначала работал стрелочником, а затем сцепщиком. С 1947 по 1950 годы находился на хозяйственной работе. В 1950 году стал работать дежурным по механизированной горке на станции Нижнеднепровск. Добился значительных показателей в работе.  
Указом Президиума Верховного Совета СССР от 4 мая 1971 года за достижение высоких показателей в железнодорожном транспорте Ивану Трофимовичу Шкуренко присвоено звание Героя Социалистического Труда с вручением ордена Ленина и медали «Серп и Молот».
Продолжал свою трудовую деятельность дежурным до 1975 года. В 1975 году переведён на должность заместителя начальника станции
Проживал в городе Днепропетровске. Умер 5 июня 1992 года. Похоронен на городском кладбище. 

## Награды
За трудовые успехи был удостоен:
- золотая звезда «Серп и Молот» (04.05.1971)
- орден Ленина (04.05.1971)
- Орден Знак Почёта (01.08.1959)
- другие медали.